# 段実
段 実（だん じつ、生年不詳 - 1282年）は、モンゴル帝国（大元ウルス）支配下の雲南における第2代大理総管。『元史』では「信苴日」として立伝されているが、「信苴」は「諸王」を意味する称号で、段日とも表記される。

## 概要

### モンゴル帝国の大理征服
12世紀以後の大理国は国王の権威が低下し、高氏が実権を握る体制にあり、13世紀半ばにおいても国王の段興智を差し置いて相国の高泰祥（高昇泰の末裔）が国政を掌握していた。
しかし大理国は1253年（癸丑）よりクビライ率いるモンゴル軍の侵攻を受けることとなり、前年6月に皇帝モンケ・カアンより大理遠征の命を受けたクビライは、1253年夏ころに雲南に入り、モンゴル軍伝統の三翼体制を取って大理国各地を平定した。同年末にモンゴル軍が大理地方を平定すると、高泰祥と段興智らは東方に逃れたが、その途中に高泰祥は殺され、1254年（甲寅）中に段興智は遂にモンゴル軍に投降するに至った。段興智は大理国王を称することを許され、引き続き1255年（乙卯）には段興智と叔父の段福（信苴福）らはモンケ・カアンの下に入覲し、金符を下賜された。さらに1256年（丙辰）には恐らくウリヤンカダイの帰還に同行して再びモンケ・カアンに謁見し、大理国の地図を献上し、諸部を平定することを求め、また雲南の支配・徴税の法について奏上した。これを受けてモンケ・カアンは段興智がマハーラージャ（摩訶羅嵯）と称することを許し、段興智を諸蛮白爨等部の長に任じると同時に、軍務に関しては段実（信苴日）に任せるよう計らった。
その後、ウリヤンカダイは大理国に続いて安南国（陳朝大越国）に侵攻することとなったため、段興智は軍務を段実に委ねた上で、段福とともに僰・爨2万の兵を率いてこれに従軍し、先鋒として活躍した。しかし1259年（己未）にモンケ・カアンが遠征先で急死してしまい、段興智らを含む安南遠征軍は南宋領を突破し、クビライの下に合流した。この途中に段興智は死去してしまい、1260年（中統元年）12月にはクビライの下より礼部郎中の孟甲・礼部員外郎の李文俊が大理に派遣され、段興智の死を弔っている。なお、『元史』世祖本紀には同年6月に「石長不」なる人物が「大理国総管」に任じられたとの記述があるが、「石長不」は「信苴福」の別表記と考えられ、この場合石長不＝信苴福が初代大理総管となる。

### 舎利畏の反乱
1261年（中統2年）、段実はクビライの下に入覲し、クビライは虎符を下賜するとともに、大理・善闡・威楚・統矢・会川・建昌・騰越の諸城を管領するよう命じた。なお、『南詔野史』によるとこの時大理国の皇帝号が正式に廃止され、この後マハーラージャの称号も用いられなくなる。1263年（中統4年）には大理に元帥符が設置され、後述する舎利畏の反乱などでも段実は元帥符との協力体制の下で軍事力を行使している。
1264年（至元元年）、威楚の東の三十七部諸爨が舎利畏を指導者として反乱を起こしたため、段実はまずボロトを派遣して統矢を平定した。同年秋には10万と称する反乱軍が大理地方に侵攻したが、段実と都元帥のエセンがこれを撃退した。段実らは反乱軍を追って安寧まで至り、再び舎利畏を破って善闡を奪還した。 さらに威楚・新興を平定し、石城・肥膩を陥落させることで、遂に舎利畏の反乱を平定した。三十七部諸爨＝黒爨（モンゴル側からの呼称はカラ・ジャン）はそもそもモンゴルの侵攻以前から段氏の支配に対して反抗的であり、この反乱は段氏の支配力の脆弱性を晒す結果となった。1266年（至元3年）に段実は入覲して金銀・衣服・鞍勒・兵器を下賜されたが、このころ既にクビライは段氏の雲南支配を見限っていたのではないかと指摘されている。
1267年（至元4年）、クビライは六男のフゲチを雲南王に封じて派遣し、大理等処行六部などの統治機構が段階的に整備されていったことによって段実の統治権は制限されていった。ところが、フゲチは1271年（至元8年）に暗殺されてしまい、南平王トゥクルクの出鎮を挟んで、1273年（至元10年）には雲南等処行中書省が設置されることとなった。

### 大理総管就任
1274年（至元11年）には雲南行省平章政事としてサイイド・アジャッルが派遣され、この時に段実も「大理総管」の地位を授けられた。しかし、ここでの「大理」はかつての大理国全土を指すものではなく、「大理路」のみを指すもので、段実の支配権は著しく制限されたものであった。それからほどなく、舎利畏が再び反乱を起こしたが、段実は配下の石買らを商人と偽って派遣し、舎利畏を暗殺し梟首とすることで速やかに反乱を鎮圧したという。この功績によって金1錠・金織紋衣を下賜されている。1276年（至元13年）にはビルマのパガン王朝が象騎数万を率いて大理に侵攻してきたため、段実が万戸のクドゥとともにこれを撃退し、功績により大理蒙化等処宣撫使の地位を授かった。1281年（至元18年）、段実は息子の段慶とともに入覲し、段実は大理威楚金歯等処宣慰使・都元帥の地位を授けられ、段慶は皇太子のケシクテイ（宿衛）に入ることとなった。さらに、段実が雲南に帰還するに当たって雲南諸路行中書省参知政事の地位も授けられている。
1282年（至元19年）、右丞のバイダルとともにビルマに出兵するよう命じられたが、『元史』によると金歯（ザルダンダン）に至った所で病死したとされる。一方、『南詔野史』には 1297年（大徳元年）に段実が死去したとされる異伝があり、1284年（至元21年）に段実とみられる「雲南省段信苴日」が活動していた記録もあるが、1285年（至元22年）には既に段忠が「大理路軍民総管」の地位を継いで活動しており、少なくとも1280年代には段実が地位を退いたのはまちがいない。
諸史料によると段実の没後は弟の段忠が大理総管の地位を継いだとされるが、一方で『元史』は段実の息子の段慶（阿慶）が爵位を継承したと記す。『大理府志』には段実の没後に段忠は宣慰使、段慶は宣慰使都元帥に任じられていたとの記録があり、段忠と段慶はかつての段興智と段実のように、民政と軍事を分割して担当していたのではないかとも考えられている。